# Calliostoma sagamiense
Calliostoma sagamiense is een slakkensoort uit de familie van de Calliostomatidae. De wetenschappelijke naam van de soort is voor het eerst geldig gepubliceerd in 1977 door Ishida & Uchida.